# Hof ten Hooilaard
Het Hof ten Hooilaard is een buitenplaats in de tot de Vlaams-Brabantse gemeente Bierbeek behorende plaats Korbeek-Lo, gelegen aan de Oudebaan 79.

## Geschiedenis
Het landgoed, op de flank van de Molenbeekvallei gelegen, werd omstreeks 1740 aangekocht door Theodoris Frantzen, die rentmeester was van de hertog van Aarschot. Het bestond uit ongeveer 34 ha grondbezit, een hoevecomplex en een tuin.
In 1832 was het goed eigendom van diens kleinzoon, Lambert Frantzen. Dit domein mat 15 ha en omvatte, naast agrarische grond, ook een landschappelijke tuin met vijvers, een moestuin en enkele gebouwen, waaronder een buitenhuis. De landschappelijke tuin lag in de Molenbeekvallei. De boerderij werd in 1931 afgebroken en het buitenhuis liep, door de ontploffing van een munitietrein op 1 september 1944, zware schade op. In 1952 werd, door de familie Van der Elst, een nieuwe villa gebouwd.
In het park komen, naast enkele merkwaardige bomen, ook een aantal wilde planten voor, zoals groot springzaad.